# Aleksandrovo, Iambol
Aleksandrovo (în bulgară Александрово) este un sat în comuna Straldja, regiunea Iambol,  Bulgaria. 

## Demografie
Componența etnică a satului Aleksandrovo
     Bulgari (66,1%)
     Romi (32,2%)
     Nicio identificare (0%)
     Altele (1,69%)
La recensământul din 2011, populația satului Aleksandrovo era de 177 locuitori. Din punct de vedere etnic, majoritatea locuitorilor (66,1%) erau bulgari, cu o minoritate de romi (32,2%). Pentru 0,0% din locuitori nu este cunoscută apartenența etnică.